# ウィリアムス・ニカ
ウィリアムス・ニカ（英: Nyika Williams、1987年7月9日-）は、セントビンセント・グレナディーン出身のプロバスケットボール選手。ポジションはセンター。元セントビンセント・グレナディーン男子バスケットボール代表。現在は日本国籍を取得しており日本代表としても活躍している。2023年日本代表。

## 来歴

### 大学まで
セントビンセント島にあるセントビンセント・グレナディーンの首都・キングスタウンで生まれて17歳までを過ごした後、兄を頼って米国に渡り、ニューヨークのMonsignor McClancy Memorial高校に進学。カンザス州のバートンコミュニティ大学在籍時の2008-09シーズンはカンザス・ジェイホーク・コミュニティ・カレッジ・カンファレンスウエストディヴィジョン優勝に貢献して、カンファレンスのMVPとオールカンファレンスチーム、ナショナル・ジュニア・カレッジ・アスレティック・アソシエーションのサードチームに選出された。その後2009年から2011年にかけてはNCAAのパシフィック大学に在籍し、2シーズンで66試合に出場した。同大学で、元富山のサム・ウィラードと一緒にプレーをした。

### プロ選手キャリア
大学卒業後にプロ選手となり2011年8月に日本プロバスケットボールリーグ（bjリーグ）の高松ファイブアローズと契約。2011-12シーズンは50試合に出場し、2012年3月31日の信州ブレイブウォリアーズ戦でシーズンハイの32得点15リバウンドを記録。シーズン1試合平均は13.2得点、8.1リバウンドで、フィールドゴール成功率55.4パーセントはリーグランキング4位、1試合平均ダンクシュート成功本数1.1本（トータル55本）はランキング6位だった。高松在籍時の登録名はニカ・ウィリアムス。
2012年9月、新規参入チームの群馬クレインサンダーズと契約。2012-13シーズン途中の11月30日、埼玉ブロンコスに移籍。埼玉移籍後は40試合に出場し、1試合平均13.5得点、12.2リバウンド。シーズン合算では10.58リバウンドでリーグ9位に入った。
2013-14シーズンはチュニジアのJSケルアンと契約。
2014-15シーズン、bjリーグ開幕後の11月15日に埼玉ブロンコスに再び加入した。34試合に出場し、1試合平均のリバウンド数（9位）、ブロックショット数（7位）、フィールドゴール成功率（6位）、ダンク成功本数（3位）の4部門でリーグトップ10入りした。
2015-16シーズンはNBLの広島ドラゴンフライズに移籍し、53試合に出場した。2015年秋ごろに日本国籍取得を決意した。
bjリーグとNBLが統合してBリーグが発足した2016-17シーズンは2011-12シーズン以来、5シーズンぶりにB2の香川ファイブアローズ（旧高松）に復帰し、57試合に出場した。
2017-18シーズンは、B2の愛媛オレンジバイキングスに移籍した。フィールドゴール成功率B2トップの63.6パーセントで1試合平均13.8得点を記録した。
2018-19シーズン、B1の秋田ノーザンハピネッツに移籍、前田顕蔵コーチと再合流した。新入団会見では、「日本が大好きです。全力を出してポジティブなエナジーを与えたい。得点もリバウンドも1試合平均2桁を狙う。いままでのチームでやってきたバスケとは違い、新鮮な気持ち。多くの勝利分かち合えるよう頑張りたい。」と英語で述べた。同シーズンは秋田で2試合出場した後、同年12月21日、B2の福島ファイヤーボンズへ期限付移籍し、12試合出場で平均18.3得点。
2019年4月19日、帰化申請が認められ、官報に告示された。
2019-20シーズンは秋田で32試合に出場し、FG成功率55.9パーセントで1試合平均8.1得点。
2020-21シーズンはB1の島根スサノオマジックに移籍。59試合出場で1試合10.9得点。FG成功率64.3パーセントはリーグで3番目の高確率だった。
2021-22シーズンも島根に所属。シーズン53試合出場で、1試合7.4得点、FG成功率69.4パーセントはリーグ1位。フリースロー成功率はキャリアでベストの70.2パーセントだった。プレイオフにも5試合に出場。
島根には2023-24シーズン終了まで所属し、オフに三遠ネオフェニックスへ移籍した。
2025-26シーズンからは富山グラウジーズへ移籍。

### 日本代表歴
2019年6月、同年度バスケットボール男子日本代表チーム第2次強化合宿のメンバーに選ばれた、7月には第41回ウィリアム・ジョーンズカップ日本代表に選ばれ、8試合に出場した。
2022年、約3年ぶりに日本代表候補に選出され、8月に国際親善試合Softbankカップ・イラン戦に出場。

## 記録

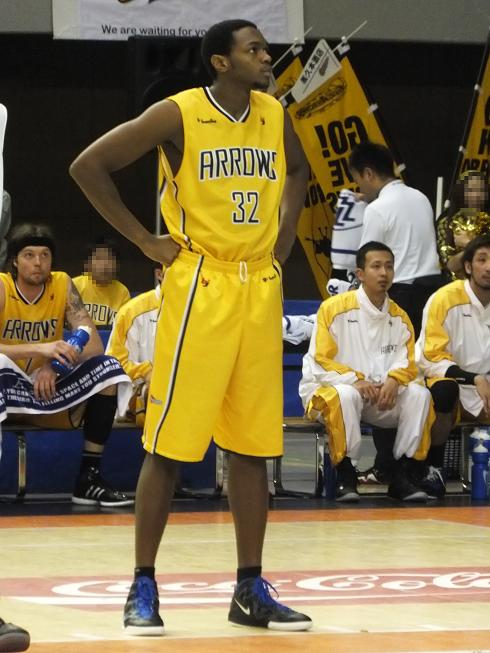
プロ1年目（2011-12シーズン）

| シーズン         | チーム | GP | GS | MPG  | FG%  | 3P%   | FT%  | RPG  | APG | SPG | BPG | TO  | PPG  |
| ---------------- | ------ | -- | -- | ---- | ---- | ----- | ---- | ---- | --- | --- | --- | --- | ---- |
| bjリーグ 2011-12 | 高松   | 50 | 24 | 24.3 | .554 | ---   | .635 | 8.1  | 0.5 | 1.1 | 0.9 | 2.0 | 13.2 |
| bjリーグ 2012-13 | 群馬   | 15 | 10 | 21.2 | .443 | ---   | .632 | 6.3  | 0.7 | 0.8 | 0.5 | 2.3 | 9.6  |
| bjリーグ 2012-13 | 埼玉   | 40 |    | 28.2 | .563 | .000  | .623 | 12.2 | 1.2 | 1.4 | 0.6 | 2.2 | 13.5 |
| bjリーグ 2014-15 | 埼玉   | 34 |    | 28.2 | .571 | .000  | .644 | 9.7  | 1.4 | 1.5 | 1.2 | 3.3 | 16.4 |
| NBL 2015-16      | 広島   | 53 | 3  | 14.4 | .567 | .000  | .584 | 4.4  | 0.4 | 0.6 | 0.5 | 1.1 | 7.0  |
| B2 2016-17       | 香川   | 57 | 2  | 13.7 | .506 | .000  | .504 | 4.5  | 0.5 | 0.5 | 0.8 | 1.4 | 6.6  |
| B2 2017-18       | 愛媛   | 54 | 36 | 19.9 | .626 | .000  | .543 | 7.1  | 0.7 | 0.9 | 0.8 | 2.0 | 13.8 |
| B1 2018-19       | 秋田   | 2  | 1  | 21.0 | .500 | .000  | .556 | 4.5  | 1.0 | 0.0 | 0.5 | 2.0 | 13.5 |
| B2 2018-19       | 福島   | 12 | 12 | 27.1 | .571 | .000  | .592 | 7.5  | 1.2 | 1.2 | 0.7 | 2.8 | 18.3 |
| B1 2019-20       | 秋田   | 32 |    |      |      |       |      |      |     |     |     |     | 8.1  |
| B1 2020-21       | 島根   | 59 |    | 22.9 | .643 | 1.000 | .643 | 6.1  | 1.0 | 0.8 | 0.6 | 2.1 | 10.9 |
| B1 2021-22       | 島根   | 53 |    | 17.3 | .694 | ---   | .708 | 4.4  |     |     |     |     | 7.4  |
| B1 2022-23       | 島根   |    |    |      |      |       |      |      |     |     |     |     |      |